# فزر محيطي الأوراق
الفزر محيطي الأوراق (باللاتينية: Sideritis perfoliata) نوع نباتي يتبع جنس الفزر من الفصيلة الشفوية.

## الموئل والانتشار
موطنه بلاد الشام وتركيا والبلقان.

## مرادفات للاسم العلمي
- (باللاتينية: Navicularia perfoliata (L.) Soják)
- (باللاتينية: Sideritis glandulifera Post)
- (باللاتينية: Sideritis perfoliata var. condensata Boiss.)
- (باللاتينية: Sideritis perfoliata subsp. perfoliata)
- (باللاتينية: Stachys dictyoneura Rech.f.)